# Schofield
Pour les articles homonymes, voir Schofield (homonymie).
La ville américaine de Schofield est située dans le comté de Marathon, dans le Wisconsin. Elle comptait 2 169 habitants en 2010.

## Source
- (en) Cet article est partiellement ou en totalité issu de l’article de Wikipédia en anglais intitulé « Schofield, Wisconsin » (voir la liste des auteurs).